# خوان بيو مانزانو
خوان بيو مانزانو فاجاردو (بالإسبانية: Juan Pío Manzano Fajardo)‏ (م. 1817 – و. 1901) هو طبيب وسياسي مكسيكي راحل، ولد وتوفي في فلادوليد في ولاية يوكاتان. كان حاكمًا لولاية يوكاتان في الفترة بين 1889 و1890.